# Jonas Ronander

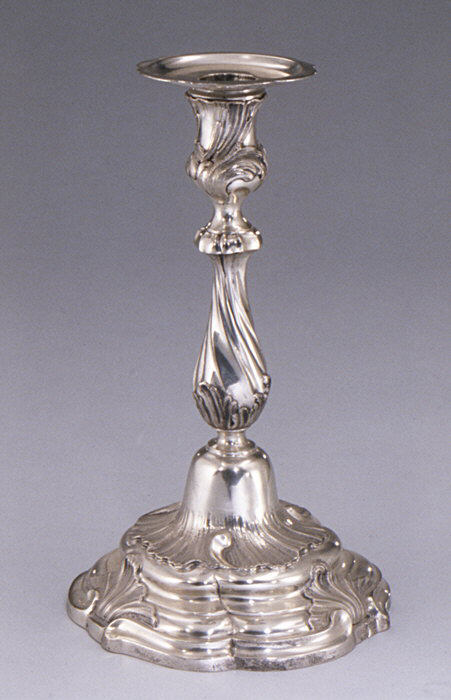
Ljusstake från 1760 av Jonas Ronander

Jonas Thomasson Ronander,  född den 2 maj 1717 i Visby domkyrkoförsamling, död den 14 maj 1781 i Jakobs församling, var en svensk silversmed.

## Biografi
Under åren 1736–40 gick Ronander i lära hos guldsmeden Hans Eriksson Nordwall i Stockholm. Ronander blev 1749 mästare (silverarbetare) under guldsmedsämbetet i Stockholm och 1761 bisittare i ämbetet. Stämplade 1754–1781. Änkan fortsatte till 1784.

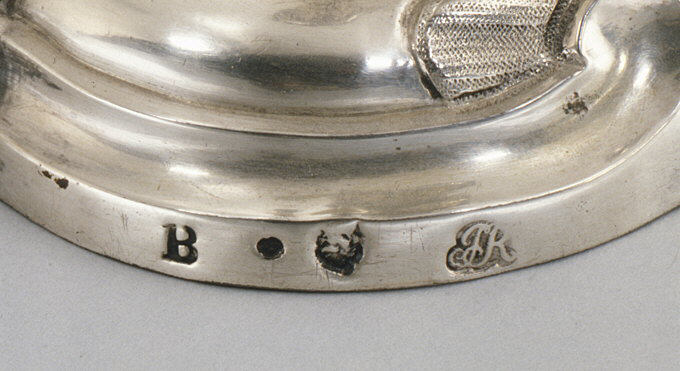
Längst till höger syns Jonas Ronanders mästarstämpel "JR".

Ronander anses som en av de skickligaste rokokomästarna i Sverige. Han hade en omfattande produktion. Ronander är bl.a. känd för kandelabrarna i Adolf Fredriks och Klara kyrkor i Stockholm samt i Julita kyrka. "Med sina svepande former och sin ornamentik förmedlar de det vågrörelsespel som är karakteristiskt för rokokons silversmide. Samma tema går igen i de profana ljusstakarna."

## Familj
Ronander var son till guldsmedsåldermannen Thomas Ronander och Petronella Dorothea Reichen. 
Ronander var gift den 25 augusti 1751 i Stockholm med Eva Catharina Wittkopff, döpt den 26 augusti 1729 , död den 4 maj 1806. Hon var dotter till guldsmeden Hindrich Wittkopff och Eva Maria Bergman.